# Liste von elektro-mechanischen Tasteninstrumenten

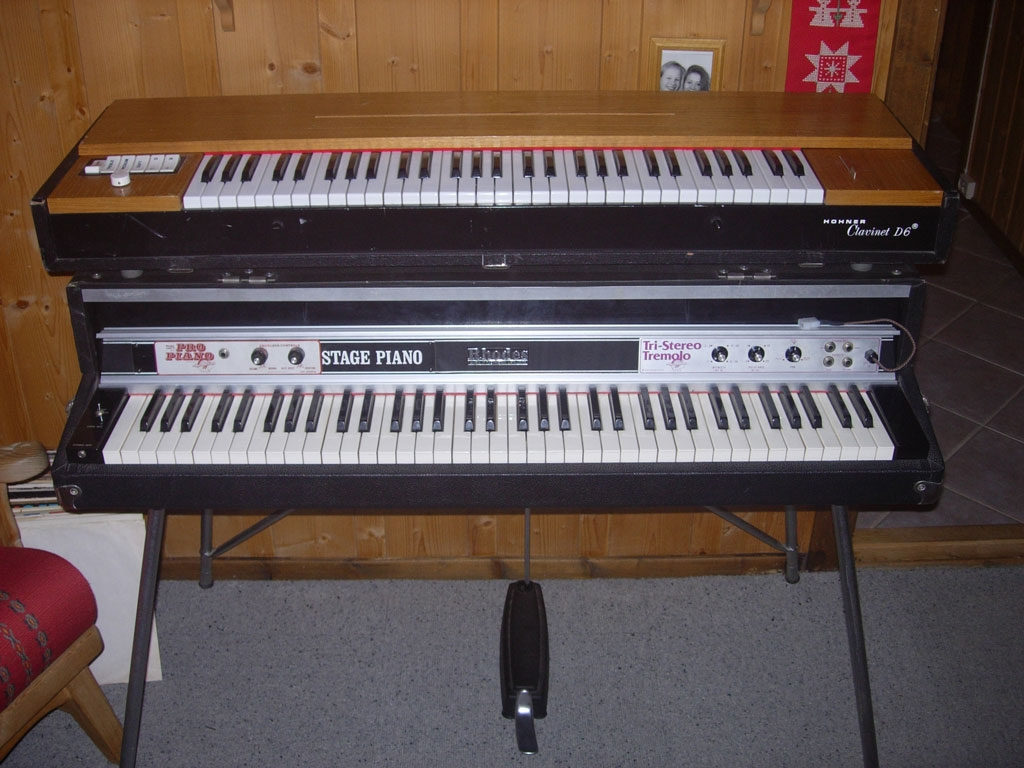
Zwei elektro-mechanische Tasteninstrumente: oben: Ein Hohner Clavinet D6; unten: ein Fender Rhodes

Ein elektro-mechanisches Tasteninstrument ist ein Musikinstrument, bei dem durch eine mechanische Bewegung ein Resonanzkörper zu Schwingen gebracht wird. Der Ton wird auf elektrischem Wege, durch einen Piezo- oder elektromagnetischen Tonabnehmer abgenommen. Der Ton wird in der Regel, da er sonst kaum hörbar ist, durch ein Lautsprechersystem verstärkt und auf ein beliebig lautes Niveau gebracht. Seit den ersten elektromechanischen Tasteninstrumenten in der ersten Hälfte des 20. Jahrhunderts haben sich diese großer Beliebtheit erfreut und haben einige von ihnen einen enormen Einfluss auf die gesamte Popularmusik gehabt. Obwohl sie heute kaum noch gebaut werden, wird ihr Klang in vielen digitalen Instrumenten nachgeahmt, außerdem werden die originalen Instrumente teilweise zu sehr hohen Preisen unter Kennern weiterverkauft.
Die heute am begehrtesten und auch am meisten verwendeten Modelle sind die Hammondorgel, das Wurlitzer Electric Piano, das Fender Rhodes, die Yamaha CP-Serie und das Hohner Clavinet sowie, wenn auch deutlich weniger, das Hohner Pianet.
Die meisten dieser Instrumente wurden ursprünglich als transportable und billigere Alternative für akustische Tasteninstrumente entworfen.
Das Hohner Clavinet sollte beispielsweise ein Cembalo nachahmen während das Fender Rhodes oder das Wurlitzer Electric Piano als Klavier-Ersatz gedacht waren. Die Hammondorgel wurde als billige Alternative für Kirchenorgeln konstruiert.
Aufgrund ihres sehr eigenständigen Klanges, der sehr weit vom Original entfernt war, entwickelten sich viele dieser elektromechanischen Tasteninstrumente ihrerseits zu Originalen.

## Bekannte elektromechanische Tasteninstrumente
- Vivi-Tone Clavier (späte 1920er – frühe 1930er)
- Neo-Bechstein (1929)
- Hammondorgel (1934–1974)
- Selmer Pianotron (erste Serie ab 1938; zweite Serie ab den frühen 1960ern)
- Wurlitzer Electric Piano (1954–1982)
- Fender Rhodes (1959–1985)
- Hohner Pianet (1962–1982)
- Hohner Cembalet (ab 1962)
- Columbia Elepian (1962–1982)
- Weltmeister Claviset (ab 1963)
- Hohner Clavinet (1965–1980)
- Hohner Electra-Piano (späte 1960er bis frühe 1980er)
- Maestro (späte 1960er)
- Baldwin ElectroPiano (frühe 1960er bis frühe 1970er)
- Baldwin Combo Harpsichord (Mitte bis Ende der 1960er)
- Musser Electric Celeste (späte 1960er)
- Yamaha CP-Serie (1977–1987)
- Lindner Lawrence (späte 1960 bis 1970er)
- LeSage (späte 1960er bis 1970er)
- Helpinstill (Mitte 1970 bis frühe 1980er)
- Kawai Flügel- und Klaviermodelle (Anfang bis Mitte der 1980er)